# Lijst van voetbalinterlands Congo-Brazzaville - Zambia
Deze lijst van voetbalinterlands is een overzicht van alle officiële voetbalwedstrijden tussen de nationale teams van Congo-Brazzaville en Zambia. De Afrikaanse landen hebben tot op heden veertien keer tegen elkaar gespeeld. De eerste ontmoeting was een halve finale tijdens de Afrika Cup 1974 op 9 maart 1974 in Alexandrië (Egypte). Het laatste duel, een kwalificatiewedstrijd voor het Wereldkampioenschap voetbal 2026, werd gespeeld op 17 november 2023 in Ndola.

## Wedstrijden
| №  | Plaats        | Datum            | Competitie                   | Wedstrijd                  | Uitslag |
| -- | ------------- | ---------------- | ---------------------------- | -------------------------- | ------- |
| 1  | Alexandrië    | 9 maart 1974     | Afrika Cup 1974              | Zambia − Congo-Brazzaville | 4 − 2   |
| 2  | Kitwe         | 3 maart 1981     | Vriendschappelijk            | Zambia − Congo-Brazzaville | 4 − 1   |
| 3  | Lusaka        | 5 april 1981     | Vriendschappelijk            | Zambia − Congo-Brazzaville | 1 − 1   |
| 4  | Lusaka        | 15 juli 1984     | Vriendschappelijk            | Zambia − Congo-Brazzaville | 2 − 1   |
| 5  | Pointe-Noire  | 10 november 1996 | WK 1998 kwalificatie         | Congo-Brazzaville − Zambia | 1 − 0   |
| 6  | Lusaka        | 27 april 1997    | WK 1998 kwalificatie         | Zambia − Congo-Brazzaville | 3 − 0   |
| 7  | Brazzaville   | 10 oktober 2004  | WK 2006 kwalificatie         | Congo-Brazzaville − Zambia | 2 − 3   |
| 8  | Chililabombwe | 26 maart 2005    | WK 2006 kwalificatie         | Zambia − Congo-Brazzaville | 2 − 0   |
| 9  | Brazzaville   | 25 maart 2007    | Afrika Cup 2008 kwalificatie | Congo-Brazzaville − Zambia | 0 − 0   |
| 10 | Chililabombwe | 2 juni 2007      | Afrika Cup 2008 kwalificatie | Zambia − Congo-Brazzaville | 3 − 0   |
| 11 | Ndola         | 23 maart 2016    | Afrika Cup 2017 kwalificatie | Zambia − Congo-Brazzaville | 1 − 1   |
| 12 | Brazzaville   | 27 maart 2016    | Afrika Cup 2017 kwalificatie | Congo-Brazzaville − Zambia | 1 − 1   |
| 13 | Aksu          | 25 maart 2022    | Vriendschappelijk            | Zambia − Congo-Brazzaville | 3 − 1   |
| 14 | Ndola         | 17 november 2023 | WK 2026 kwalificatie         | Zambia − Congo-Brazzaville | 4 − 2   |

## Samenvatting
| Competitie              | Totaal gespeeld | Winst Congo-Brazz. | Gelijk | Winst Zambia | Doelsaldo Congo-Brazz. – Zambia |
| ----------------------- | --------------- | ------------------ | ------ | ------------ | ------------------------------- |
| WK-kwalificatie         | 5               | 1                  | 0      | 4            | 5 − 12                          |
| Afrika Cup              | 1               | 0                  | 0      | 1            | 2 − 4                           |
| Afrika Cup-kwalificatie | 4               | 0                  | 3      | 1            | 2 − 5                           |
| Vriendschappelijk       | 4               | 0                  | 1      | 3            | 4 − 10                          |
| Totaal                  | 14              | 1                  | 4      | 9            | 13 − 31                         |

Wedstrijden bepaald door strafschoppen worden, in lijn met de FIFA, als een gelijkspel gerekend.
FCF · 
Vrouwenelftal van Congo-Brazzaville
1960–1969 ·
1970–1979 ·
1980–1989 ·
1990–1999 ·
2000–2009 ·
2010–2019 ·
2020−2029
1960 ·
1961 ·
1962 ·
1963 ·
1964 · 
1965 ·
1966 · 
1967 ·
1968 · 
1969 ·
1970 · 
1971 ·
1972 · 
1973 ·
1974 · 
1975 · 
1976 ·
1977 · 
1978 ·
1979 ·
1979 · 
1980 ·
1980 · 
1981 ·
1982 ·
1983 ·
1984 · 
1985 ·
1986 · 
1987 ·
1988 · 
1989 ·
1990 · 
1991 ·
1992 · 
1993 ·
1994 · 
1995 ·
1996 · 
1997 ·
1998 · 
1999 ·
2000 · 
2001 ·
2002 · 
2003 ·
2004 · 
2005 · 
2006 ·
2007 · 
2008 ·
2009 · 
2010 · 
2011 ·
2012 · 
2013 · 
2014 ·
2015 ·
2016 ·
2017 ·
2018 ·
2019 ·
2020 ·
2021 ·
2022 ·
2023
Algerije ·
Angola ·
Benin ·
Burkina Faso ·
Burundi ·
Canada ·
Centraal-Afrikaanse Republiek ·
Congo-Kinshasa ·
Egypte ·
Equatoriaal-Guinea ·
Ethiopië ·
Gabon ·
Gambia ·
Ghana ·
Guinee ·
Guinee-Bissau ·
Ivoorkust ·
Kaapverdië ·
Kameroen ·
Kenia ·
Liberia ·
Libië ·
Madagaskar ·
Malawi ·
Mali ·
Marokko ·
Mauritanië ·
Mauritius ·
Mozambique ·
Namibië ·
Niger ·
Nigeria ·
Noord-Korea ·
Oeganda ·
Rwanda ·
Sao Tomé en Principe ·
Saoedi-Arabië ·
Senegal ·
Sierra Leone ·
Soedan ·
Swaziland ·
Tanzania ·
Thailand ·
Togo ·
Tsjaad ·
Tunesië ·
Zambia ·
Zimbabwe ·
Zuid-Afrika ·
Zuid-Soedan
FAZ · 
A-internationals · 
Selecties · 
Statistieken · 
Zambiaans vrouwenelftal · 
Olympisch elftal · 
Zambia U21 · 
Zambia U20 · 
Zambia U18 · 
Zambia U17
1964 – 1979 ·
1980 – 1989 ·
1990 – 1999 ·
2000 – 2009 ·
2010 – 2019 ·
2020 − 2029
1964 ·
1965 ·
1966 ·
1967 ·
1968 ·
1969 ·
1970 ·
1971 ·
1972 ·
1973 ·
1974 ·
1975 ·
1976 ·
1977 ·
1978 ·
1979 ·
1980 ·
1981 ·
1982 ·
1983 ·
1984 ·
1985 ·
1986 ·
1987 ·
1988 ·
1989 ·
1990 ·
1991 ·
1992 ·
1993 ·
1994 ·
1995 ·
1996 ·
1997 ·
1998 ·
1999 ·
2000 ·
2001 ·
2002 ·
2003 ·
2004 ·
2005 ·
2006 ·
2007 ·
2008 ·
2009 ·
2010 ·
2011 ·
2012 ·
2013 ·
2014 ·
2015 ·
2016 ·
2017 ·
2018 ·
2019 ·
2020 ·
2021 ·
2022
Algerije · 
Angola ·
België ·
Benin ·
Botswana ·
Brazilië ·
Burkina Faso ·
Burundi ·
Chili ·
China ·
Comoren ·
Congo-Brazzaville ·
Congo-Kinshasa ·
Djibouti ·
Ecuador ·
Egypte ·
Equatoriaal-Guinea ·
Ethiopië ·
Gabon ·
Gambia ·
Ghana ·
Guinee ·
Guinee-Bissau ·
Honduras ·
India ·
Irak ·
Iran ·
Israël ·
Ivoorkust ·
Jamaica ·
Japan ·
Jemen ·
Jordanië ·
Kaapverdië ·
Kameroen ·
Kenia ·
Koeweit ·
Lesotho ·
Liberia ·
Libië ·
Madagaskar ·
Malawi ·
Mali ·
Marokko ·
Mauritanië ·
Mauritius ·
Mozambique ·
Namibië ·
Niger ·
Nigeria ·
Noord-Korea ·
Oeganda ·
Oman ·
Rwanda ·
Saoedi-Arabië ·
Senegal ·
Seychellen ·
Sierra Leone ·
Soedan ·
Somalië ·
Swaziland ·
Tanzania ·
Togo ·
Tsjaad ·
Tunesië ·
Zimbabwe ·
Zuid-Afrika ·
Zuid-Korea
Ivoorkust (2012)